# Gobiodon fulvus
Gobiodon fulvus es una especie de peces de la familia de los Gobiidae en el orden de los Perciformes.

## Distribución geográfica
Se encuentran en Sudáfrica, Filipinas, Japón y Taiwán.

## Observaciones
Es inofensivo para los humanos. 